# Wirki (Basse-Silésie)
Pour les articles homonymes, voir Wirki.
Wirki est une localité polonaise de la gmina de Marcinowice, située dans le powiat de Świdnica en voïvodie de Basse-Silésie.